# Корнешти (Марамуреш)
Корнешти (рум. Cornești) насеље је у Румунији у округу Марамуреш у општини Калинешти. Oпштина се налази на надморској висини од 339 m.

## Становништво
Према подацима из 2002. године у насељу је живело 495 становника, од којих су сви румунске националности.